# Adam Zdrodowski
Adam Zdrodowski (ur. w 1979) – polski poeta, tłumacz.
Wiersze i przekłady publikował w Dwukropku, Odrze, Literaturze na Świecie i Przekroju. Tłumaczył między innymi Elizabeth Bishop i Marka Forda. Doktorant w Instytucie Anglistyki UW. Mieszka w Warszawie.

## Publikacje
- Przygody, etc., Biuro Literackie, Wrocław 2005.
- Jesień Zuzanny, Biuro Literackie, Wrocław 2007.
- 47 lotów balonem, Wydawnictwo FORMA. Fundacja Literatury im. Henryka Berezy, Szczecin, Bezrzecze 2013.